# Eleição municipal de Florianópolis em 2012
A Eleição municipal de Florianópolis em 2012 foi realizada em dois turnos, o primeiro ocorreu no dia 7 de outubro e o segundo em 28 de outubro.  A cidade foi às urnas para eleger um prefeito, um vice-prefeito e 23 vereadores no município de Florianópolis, no estado de Santa Catarina, no Brasil. O prefeito eleito foi César Souza Júnior, do PSD, no segundo turno com 52,64%, disputando com Gean Loureiro (PMDB), que obteve 47,36% dos votos. Para o Legislativo Municipal, o candidato mais votado foi o vereador eleito Tiago Silva, do PDT, que recolheu 6.860 votos (2,9% dos votos válidos).

## Campanha
César Souza Júnior propôs a proibição de novas construções em áreas sem infraestrutura urbana e saneamento básico, além de certificar que vai zerar filas por vagas em creches municipais e garantir que elas funcionem durante as férias escolares. No âmbito da saúde, disse que irá implantar pronto-atendimento infantil e criar um serviço de ressonância magnética móvel para os bairros. Outras propostas incluem o aumento no quadro de funcionários da guarda municipal e o barateamento da tarifa de ônibus da cidade.
Já Gean Loureiro garantiu a construção de UPA, uma policlínica e novas creches na cidade. No âmbito da educação, disse que irá distribuir um tablet por aluno nas escolas municipais. Se comprometeu em pavimentar mais ruas da cidade, instituir o sistema 'rapidão' no transporte coletivo e construir elevados no Córrego Grande e no Rio Tavares. Outras propostas incluem o fortalecimento da coleta seletiva.

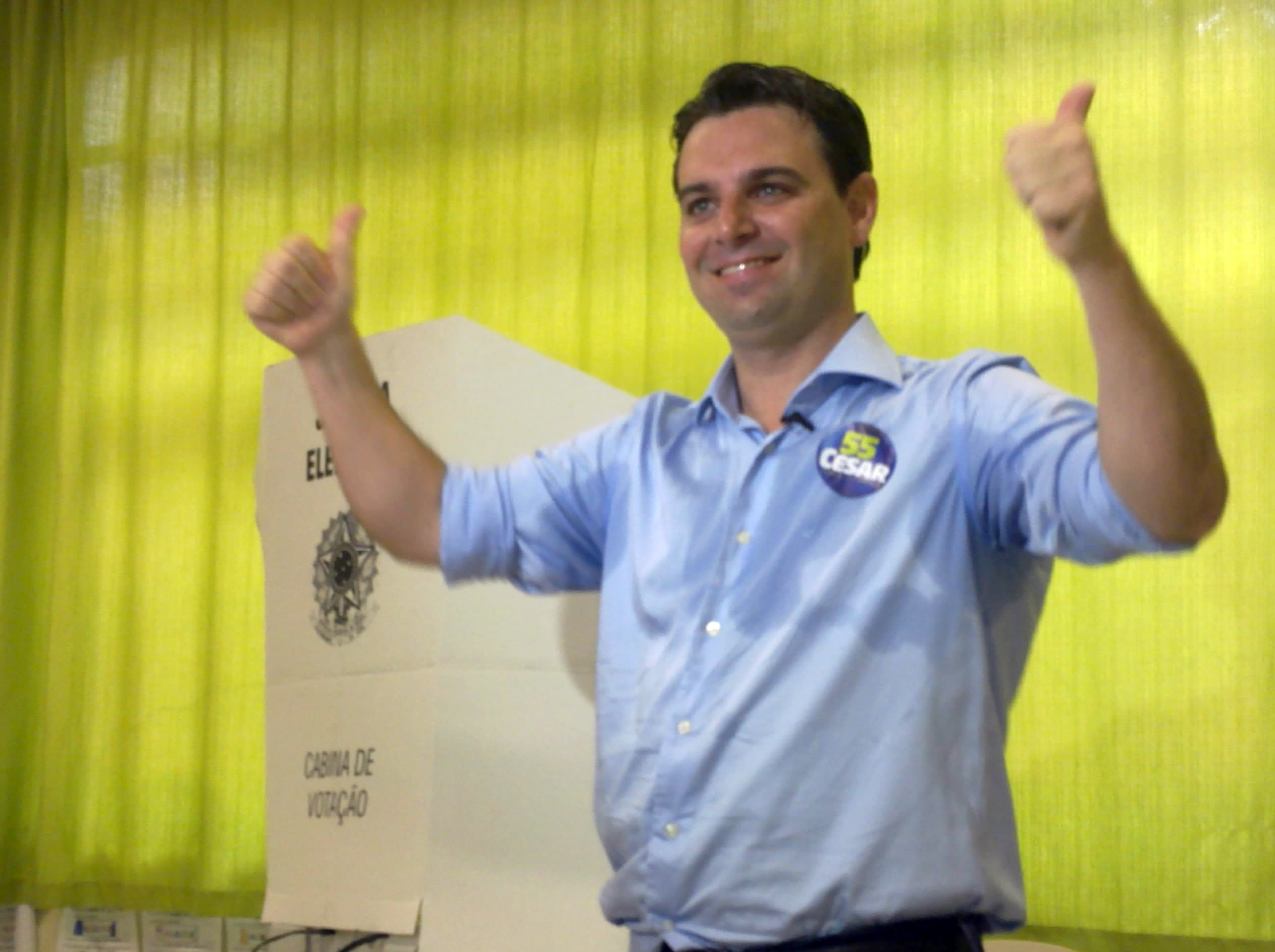
Cesar Souza Júnior vota na eleição de 2012.

A disputa de segundo turno foi acirrada, opondo César Souza Júnior e Gean Loureiro. A primeira pesquisa de intenção de voto do Ibope para o segundo turno, colocava Loureiro como o vencedor com 45% das intenções de voto. César Júnior, teria 38% das intenções de votos dos eleitores.
A vitória de Cesar Souza Júnior significou mudança na administração da Prefeitura de Florianópolis, a capital da Santa Catarina. O PMDB estava na Prefeitura desde 2005, quando o ex-prefeito Dário Berger assumiu o cargo. Souza Júnior também foi o primeiro prefeito de capital eleito pela sua legenda, o recém criado Partido Social Democrático.

## Candidaturas
Nota: a tabela a seguir está organizada por ordem alfabética de candidatos.
| Candidato          | Partido | Partido | Vice                 | Partido | Partido | Coligação                                                          |
| ------------------ | ------- | ------- | -------------------- | ------- | ------- | ------------------------------------------------------------------ |
| Angela Albino      |         | PCdoB   | Nildão Freire        |         | PT      | Avança Florianópolis PCdoB PT PRB PTdoB PRP                        |
| César Souza Júnior |         | PSD     | João Amin            |         | PP      | Por uma Cidade Mais Humana PSD PP PSDB DEM PSC PR PSB PSDC         |
| Elson Pereira      |         | PSOL    | Alberi Adriano       |         | PCB     | Frente de Esquerda PCB PSOL                                        |
| Gean Loureiro      |         | PMDB    | Rodolfo Pinto da Luz |         | PMDB    | Florianópolis Ainda Melhor PMDB PDT PTB PSL PTN PPS PHS PMN PTC PV |
| Gilmar Salgado     |         | PSTU    | Diogo Leal           |         | PSTU    | Sem coligação                                                      |
| Janaína Deitos     |         | PPL     | Luiz Gonzaga Vieira  |         | PPL     | Sem coligação                                                      |

## Debates televisionados

### Primeiro turno
| Data       | Organizador(es)  | Cesar Souza Júnior (PSD) | Angela Albino (PCdoB) | Elson Pereira (PSOL) | Gean Loureiro (PMDB) |
| ---------- | ---------------- | ------------------------ | --------------------- | -------------------- | -------------------- |
| 06/07/2012 | TVCOM,CBN Diário | Presente                 | Presente              | Presente             | Presente             |
| 02/08/2012 | Band SC          | Presente                 | Presente              | Presente             | Presente             |
| 01/10/2012 | RIC TV           | Presente                 | Presente              | Presente             | Presente             |
| 04/10/2012 | RBS TV           | Presente                 | Presente              | Presente             | Presente             |

### Segundo turno
| Data       | Organizador(es) | Cesar Souza Júnior (PSD) | Gean Loureiro (PMDB) |
| ---------- | --------------- | ------------------------ | -------------------- |
| 11/10/2012 | Band SC         | Presente                 | Presente             |
| 22/10/2012 | RIC TV          | Presente                 | Presente             |
| 26/10/2012 | RBS TV          | Presente                 | Presente             |

## Resultados

### Prefeito
Sete candidatos disputaram o cargo de Prefeito de Florianópolis. Os dois candidatos mais votados, Cesar Souza Júnior (PSD) e Gean Loureiro (PMDB), seguiram para o segundo turno.
| Candidato(a)             | Vice                        | 1º turno | 1º turno    |
| Candidato(a)             | Vice                        | Total    | Percentagem |
| ------------------------ | --------------------------- | -------- | ----------- |
| César Souza Júnior (PSD) | João Amin (PP)              | 76.024   | 31,68%      |
| Gean Loureiro (PMDB)     | Rodolfo Pinto da Luz (PMDB) | 65.678   | 27,37%      |
| Angela Albino (PCdoB)    | Nildão Santos (PT)          | 60.073   | 25,03%      |
| Elson Pereira (PSOL)     | Alberi Adriano (PSOL)       | 34.599   | 14,42%      |
| Janaína Deitos (PPL)     | Luiz Gonzaga Vieira (PPL)   | 2.036    | 0,85%       |
| Gilmar Salgado (PSTU)    | Diogo Leal (PSTU)           | 1.547    | 0,64%       |
| Total de votos válidos   | Total de votos válidos      | 248 092  | 89,39%      |
| → Votos em branco        | → Votos em branco           | 8.623    | 3,25%       |
| → Votos nulos            | → Votos nulos               | 16.385   | 6,18%       |
| Total                    | Total                       | 277 533  | 100%        |
| Abstenção                | Abstenção                   | 38 727   | 12,25%      |
| Total de eleitores       | Total de eleitores          | 316 260  | 100%        |

Segundo turno
No dia 28 de outubro de 2012, Cesar Souza Júnior ganhou a disputa de segundo turno com 52,64% dos votos válidos.
| Candidato                | Vice                        | 2º Turno | 2º Turno    |
| Candidato                | Vice                        | Votação  | Votação     |
| Candidato                | Vice                        | Total    | Porcentagem |
| ------------------------ | --------------------------- | -------- | ----------- |
| César Souza Júnior (PSD) | João Amin (PP)              | 117.834  | 52,64%      |
| Gean Loureiro (PMDB)     | Rodolfo Pinto da Luz (PMDB) | 106.013  | 47,46%      |
| Total de votos válidos   | Total de votos válidos      | 222 733  | 84,03%      |
| Votos em branco          | Votos em branco             | 10 358   | 3,91%       |
| Votos nulos              | Votos nulos                 | 31 988   | 12,07%      |
| Total de votos apurados  | Total de votos apurados     | 277 533  | 100%        |
| Abstenção                | Abstenção                   | 38 727   | 12,25%      |
| Total de eleitores       | Total de eleitores          | 316 260  | 100%        |

### Resultados para a Câmara Municipal
Vinte e três vereadores foram eleitos no dia 7 de outubro de 2012. Entre eles, nenhuma mulher. O vereador mais votado foi Tiago Silva (PDT), com 6.860 votos, ou 2.9%. O partido com a maior representação foi o PSD (4), seguido por PMDB e PDT, cada um com três vereadores.
| Partidos        | Partidos        | Câmara Municipal de Florianópolis | Câmara Municipal de Florianópolis | Câmara Municipal de Florianópolis | Câmara Municipal de Florianópolis |
| Partidos        | Partidos        | Votos                             | %                                 | Assentos                          | % de assentos                     |
| --------------- | --------------- | --------------------------------- | --------------------------------- | --------------------------------- | --------------------------------- |
|                 | PSD             | 31.970                            | 13,52%                            | 4                                 | 17,39%                            |
|                 | PMDB            | 41.632                            | 17,60%                            | 3                                 | 13,04%                            |
|                 | PDT             | 32.511                            | 13,74%                            | 3                                 | 13,04%                            |
|                 | PP              | 23.604                            | 9,98%                             | 2                                 | 8,7%                              |
|                 | PSB             | 19.524                            | 8,25%                             | 2                                 | 8,7%                              |
|                 | PSDB            | 18.045                            | 7,63%                             | 2                                 | 8,7%                              |
|                 | PCdoB           | 17.432                            | 7,37%                             | 1                                 | 4,35%                             |
|                 | PT              | 13.444                            | 5,68%                             | 1                                 | 4,35%                             |
|                 | PSOL            | 12.604                            | 5,33%                             | 1                                 | 4,35%                             |
|                 | PSC             | 4.168                             | 1,76%                             | 1                                 | 4,35%                             |
|                 | PRB             | 2.474                             | 1,05%                             | 1                                 | 4,35%                             |
| Votos Válidos   | Votos Válidos   | 236.540                           | 89,27%                            |                                   |                                   |
| Votos nulos     | Votos nulos     | 15.230                            | 5,75%                             |                                   |                                   |
| Votos em branco | Votos em branco | 13.195                            | 4,98%                             |                                   |                                   |
| Abstenção       | Abstenção       | 57.910                            | 17,94%                            |                                   |                                   |
| Total           | Total           | 264.965                           | 100%                              | 23                                | 100%                              |

### Vereadores
| Partido            | Partido            | Candidato             | Votos   | Porcentagem |
| ------------------ | ------------------ | --------------------- | ------- | ----------- |
|                    | PDT                | Tiago Silva           | 6.860   | 2,9%        |
|                    | PP                 | Dalmo Meneses         | 3.988   | 1,69%       |
|                    | PMDB               | Deglaber Goulart      | 3.627   | 1,53%       |
|                    | PSD                | Guilherme Pereira     | 3.502   | 1,48%       |
|                    | PSD                | Marcos Badeko         | 3.483   | 1,47%       |
|                    | PDT                | Marcelo de Oliveira   | 3.430   | 1,45%       |
|                    | PSD                | Erádio Gonçalves      | 3.190   | 1,35%       |
|                    | PSD                | Cesar Faria           | 3.180   | 1,34%       |
|                    | PMDB               | Celso Sandrini        | 3.136   | 1,33%       |
|                    | PSOL               | Afrânio Boppré        | 3.132   | 1,32%       |
|                    | PMDB               | Dinho da Rosa         | 3.069   | 1,3%        |
|                    | PSB                | Ed Pereira            | 2.950   | 1,25%       |
|                    | PMDB               | Célio João            | 2.848   | 1,2%        |
|                    | PSDB               | Edinho Lemos          | 2.662   | 1,13%       |
|                    | PDT                | Vanderlei Lela        | 2.558   | 1,08%       |
|                    | PCdoB              | Ricardo Camargo       | 2.471   | 1,04%       |
|                    | PRB                | Jerônimo Alves        | 2.309   | 0,98%       |
|                    | PT                 | Lino Peres            | 2.174   | 0,92%       |
|                    | PSC                | Alderico Furlan       | 1.760   | 0,74%       |
|                    | PP                 | Pedrão Silvestre      | 2.699   | 1,14%       |
|                    | PDT                | Waldyvio Paixão       | 2.393   | 1,01%       |
|                    | PSB                | Roberto Katumi        | 2.321   | 0,98%       |
|                    | PSDB               | Guilherme da Silveira | 1.615   | 0,68%       |
| → Votos brancos    | → Votos brancos    | → Votos brancos       | 13.195  | 4,98%       |
| → Votos nulos      | → Votos nulos      | → Votos nulos         | 15.230  | 5,75%       |
| Total apurado      | Total apurado      | Total apurado         | 277 533 | 100%        |
| Abstenção          | Abstenção          | Abstenção             | 38 727  | 12,25%      |
| Total de eleitores | Total de eleitores | Total de eleitores    | 316 260 | 100%        |